# Stopień Wodny Opatowice

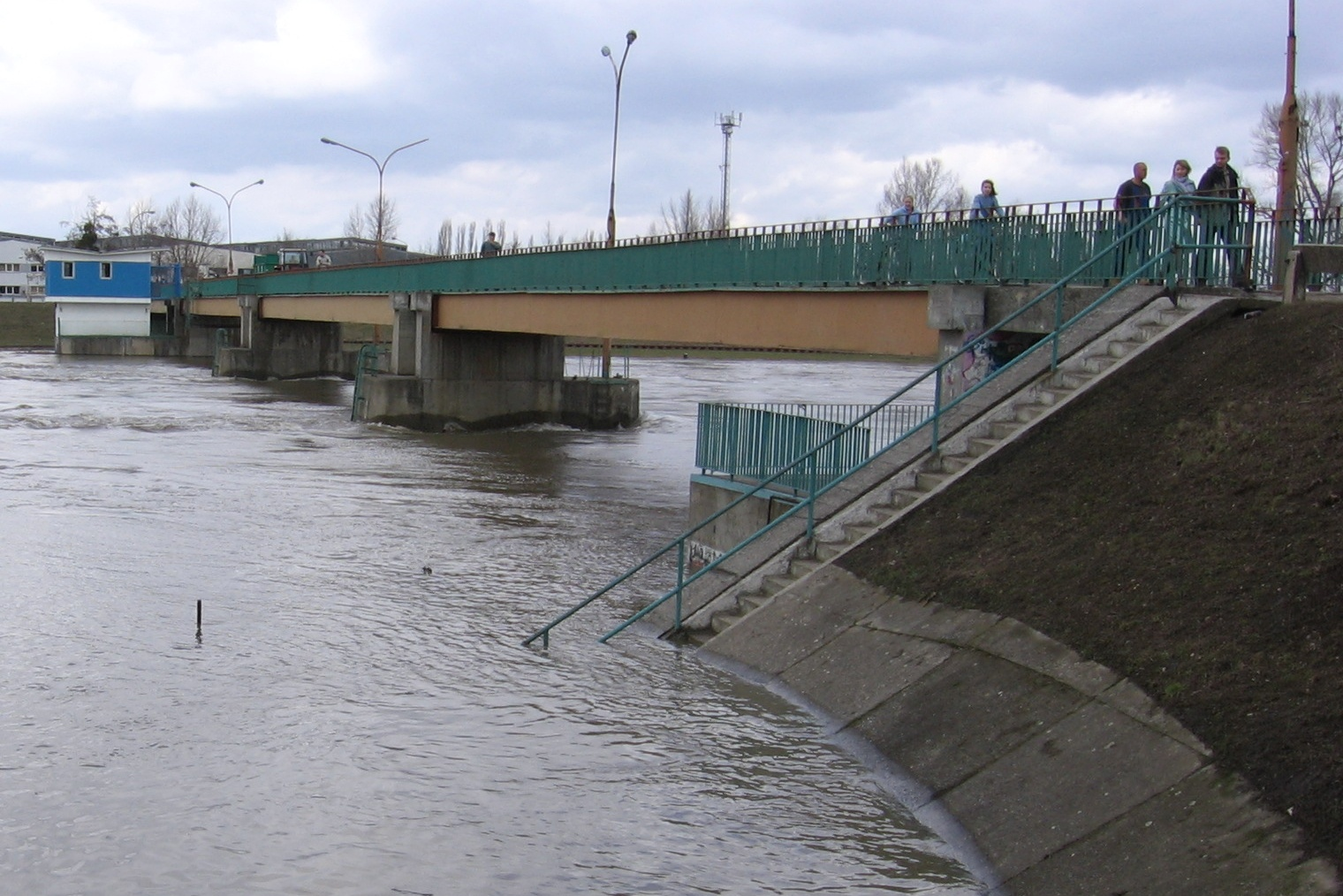
Jaz Opatowicki (i Kładka Opatowicka)

Stopień Wodny Opatowice – stopień wodny we Wrocławiu, będący jednym ze stopni Odrzańskiej Drogi Wodnej, na jej bocznej odnodze, tzw. Miejskiej Drodze Wodnej oraz na szlaku prowadzącym do Śródmiejskiego Węzła Wodnego. Stopień piętrzy wody największej z rzek przepływającej przez miasto – rzeki Odra. Obejmuje budowle piętrzące zlokalizowane w rejonie osiedla Opatowice i Bartoszowice. W obrębie tego stopnia wodnego znajdują się takie budowle hydrotechniczne jak Jaz Opatowice i Śluza Opatowice.

## Elementy stopnia
Stopień ten składa się z dwóch podstawowych elementów hydrotechnicznych, tj. budowli piętrzących, a także budynków oraz obiektów pomocniczych i towarzyszących. Podstawowymi elementami tego stopnia są:
- Jaz Opatowice
- Śluza Opatowice.

Oprócz podstawowych obiektów piętrzących stopnia, wybudowano także elementy pomocnicze i towarzyszące, takie jak między innymi mosty i kładki zapewniające możliwość komunikacji, budynki techniczne oraz administracyjne i mieszkalne, czy bardziej współcześnie budynek sterowi oraz przepławka dla ryb.

## Historia

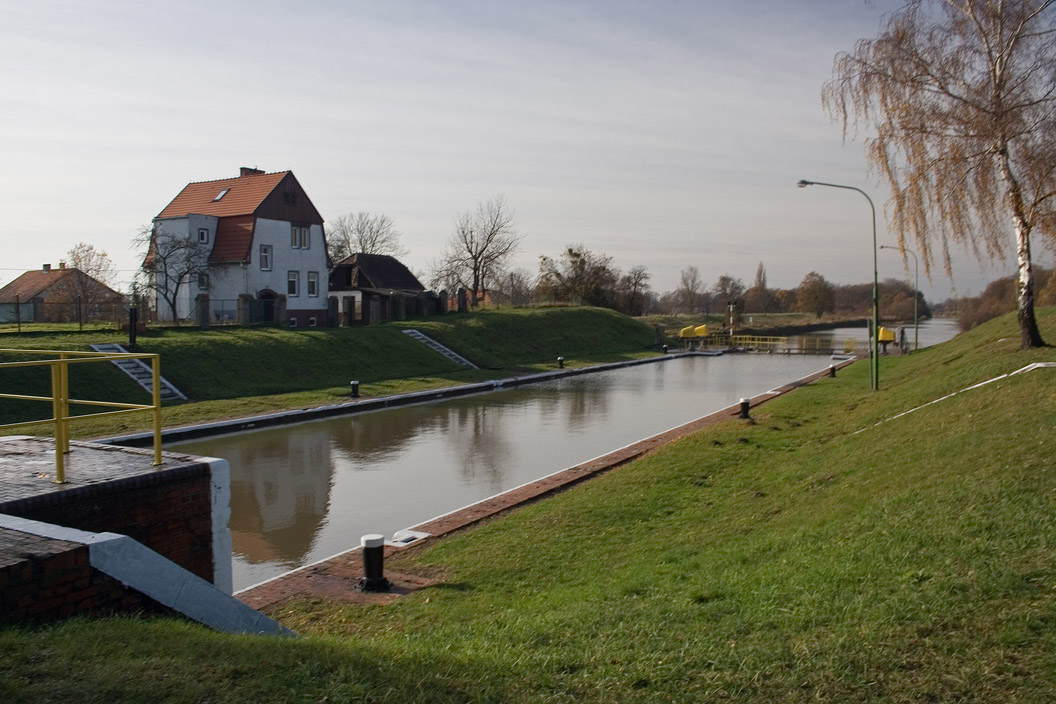
Śluza Opatowice

Obecny kształt Stopnia Wodnego Opatowice jest wynikiem realizacji inwestycji, polegającej na budowie nowej drogi wodnej oraz nowego systemu zabezpieczenia przeciwpowodziowego miasta, a także innych, następnych inwestycji polegających na modernizacji jazów na Odrze. Inwestycja pierwotna prowadzona była w latach 1913–1917. Część obiektów pierwotnie istniejących na stopniu została przebudowana, a część uległa zniszczeniu i została zdemontowana. W rejonie dzisiejszego stopnia wodnego istniały już wcześniej budowle piętrzące na Przekopie Bartoszowicko–Szczytnickim.
| lata | obiekt                            | wydarzenie, rodzaj robót       |
| ---- | --------------------------------- | ------------------------------ |
| 1531 | Przekop Bartoszowicko–Szczytnicki | budowa – początek              |
| 1555 | Przekop Bartoszowicko–Szczytnicki | budowa – koniec                |
| 1896 | Jaz Opatowice                     | budowa                         |
| 1916 | Jaz Opatowice                     | budowa jazu kozłowo-iglicowego |
| 1917 | Śluza Opatowice                   | budowa                         |
| 1945 | most przy śluzie                  | zniszczenie                    |
| 1985 | Jaz Opatowice                     | budowa nowego jazu sektorowego |

## Nazewnictwo
W okresie powojennym, w Polsce, ukształtowało się odpowiednie nazewnictwo w odniesieniu do obiektów stopnia oraz dla obiektów towarzyszących i kanałów wodnych. Nazwy stosowane w odniesieniu do tych obiektów wywodzą się od nazwy osiedla Opatowice, które położone jest na południowym, lewym brzegu Odry. Dla śluzy i jazu stosuje się nazwę zgodną z nazwą Stopnia Wodnego Opatowice: Śluza Opatowice oraz Jaz Opatowice. Ponieważ współcześnie istniejące obiekty stopnia powstały w czasie, gdy Wrocław przynależał do Niemiec, miały również one wcześniej swoje nazwy niemieckie.
Stopień Wodny Opatowice oraz położony na Głównej Drodze Wodnej prowadzącej przez Wrocław Stopień Wodny Bartoszowice, współpracują ściśle ze sobą piętrząc wody Odry na odcinku rzeki do poprzedniego na szlaku Stopnia Wodnego Janowice. Z tego względu część autorów różnych publikacji traktuje obiekty obu tych stopni łącznie i razem z lokalnym układem hydrologicznym definiując Węzeł Wodny Bartoszowicko–Opatowicki.
| nazwa obecna    | nazwa niemiecka          |
| --------------- | ------------------------ |
| Jaz Opatowice   | Ottwitzer Wehr Nadelwehr |
| Śluza Opatowice | Ottwitzer Schleuse       |

## Lokalizacja stopnia
Stopnień ten obejmuje budowle piętrzące umiejscowione w dwóch ciekach wodnych: w korycie głównym Odry oraz na bocznym kanale wodnym, tj. przekopie wykonanym dla potrzeb przeprowadzenia szlaku wodnego i budowy śluzy komorowej – Kanał Opatowicki.
| element stopnia | km biegu                    | kierunek         | brzeg | przyczółek, ramię kanał | elementy pomocnicze, towarzyszące                            |
| --------------- | --------------------------- | ---------------- | ----- | ----------------------- | ------------------------------------------------------------ |
| Jaz Opatowice   | 245,035 km Odry             | północny         | prawy | Bartoszowice            | przepławka dla ryb, Kładka Opatowicka, budynek sterowni jazu |
| Jaz Opatowice   | 245,035 km Odry             | Odra             |       |                         | przepławka dla ryb, Kładka Opatowicka, budynek sterowni jazu |
| Jaz Opatowice   | 245,035 km Odry             | południowy       | lewy  | Wyspa Opatowicka        | przepławka dla ryb, Kładka Opatowicka, budynek sterowni jazu |
| Śluza Opatowice | 1,0 km Kanału Opatowickiego | północny         | prawy | Wyspa Opatowicka        | budynki administracyjne i techniczne, przystań               |
| Śluza Opatowice | 1,0 km Kanału Opatowickiego | Kanał Opatowicki |       |                         | budynki administracyjne i techniczne, przystań               |
| Śluza Opatowice | 1,0 km Kanału Opatowickiego | południowy       | lewy  | Opatowice               | budynki administracyjne i techniczne, przystań               |

## Miejsce w układzie funkcjonalnym
Wrocław położony jest nad skanalizowanym odcinkiem rzeki Odra, co oznacza, że Stopień Wodny Opatowice jest jednym z całego ciągu stopi utrzymujących wymagany poziom wody na rzece:
- poprzednim stopniem wodnym jest Stopień Wodny Janowice
- równorzędnie na Głównej Drodze Wodnej we Wrocławiu położony jest Stopień Wodny Bartoszowice, oraz śluza wałowa umożliwiająca przerzut, poprzez Kanał Odpływowy, części wód wezbraniowych do Widawy,
- następnym stopniem wodny jest
  - Stopień Wodny Szczytniki, oraz
  - w Śródmiejskim Węźle Wodnym – Piaskowy Stopień Wodny, a za nim Mieszczański Stopień Wodny[d]

Szlak wodny prowadzący przez Stopień Wodny Opatowice jest drogą wodną, w rozumieniu odpowiednich przepisów prawa, tj. rozporządzenia Rady Ministrów w sprawie śródlądowych dróg wodnych – wykaz śródlądowych dróg wodnych; został on ujęty w wykazie śródlądowych dróg wodnych stanowiącym załącznik do tego rozporządzenia, tzw. Odrzańską Drogą Wodną, będąca elementem międzynarodowej drogi wodnej E–30. Jest to jednak szlak boczny dla tej drogi wodnej, spełniającej wymagania jedynie II klasy drogi wodnej o znaczeniu regionalnym.
Stopień Wodny Opatowice oraz Stopień Wodny Bartoszowice są pierwszymi stopniami wodnymi we Wrocławskim Węźle Wodnym. Te dwa stopnie, oraz dodatkowo śluza wałowa, sterują całym przepływem wody w Odrze przez miasto. Stopień Wodny Opatowice kieruje wody do Śródmiejskiego Węzła Wodnego i Miejskiej Drogi Wodnej, a Stopień Wodny Bartoszowice do Głównej Drogi Wodnej i Kanału Powodziowego, natomiast śluza wałowa umożliwia przerzut wód Odry do Widawy przez Kanał Odpływowy. Z tego względu cały ten układ funkcjonalny wyróżniany jest jako Węzeł Wodny Bartoszowicko–Opatowicki.

## Obiekty podstawowe
Obiekty podstawowe stopnia to obiekty utrzymujące odpowiedni, założony poziom piętrzenia na stopniu oraz realizujące inne, konkretne funkcje, do których dana budowla jest przeznaczona. Spad na stopniu dla normalnego poziomu piętrzenia wynosi: 2,0 m (2,46 m).
| nazwa           | ramię, kanał        | rodzaj      | data powstania   | podstawowe dane                                  |
| --------------- | ------------------- | ----------- | ---------------- | ------------------------------------------------ |
| Jaz Opatowice   | Odra                | jaz         | 1896, 1916, 1985 | przęsła: 3 × 32,0 m; zamknięcia: sektorowe       |
| Śluza Opatowice | Przekop Szczytnicki | śluza wodna | 1917             | wymiary: 74,6 × 9,6 m; zamknięcia: wrota wsporne |

## Pozostałe obiekty

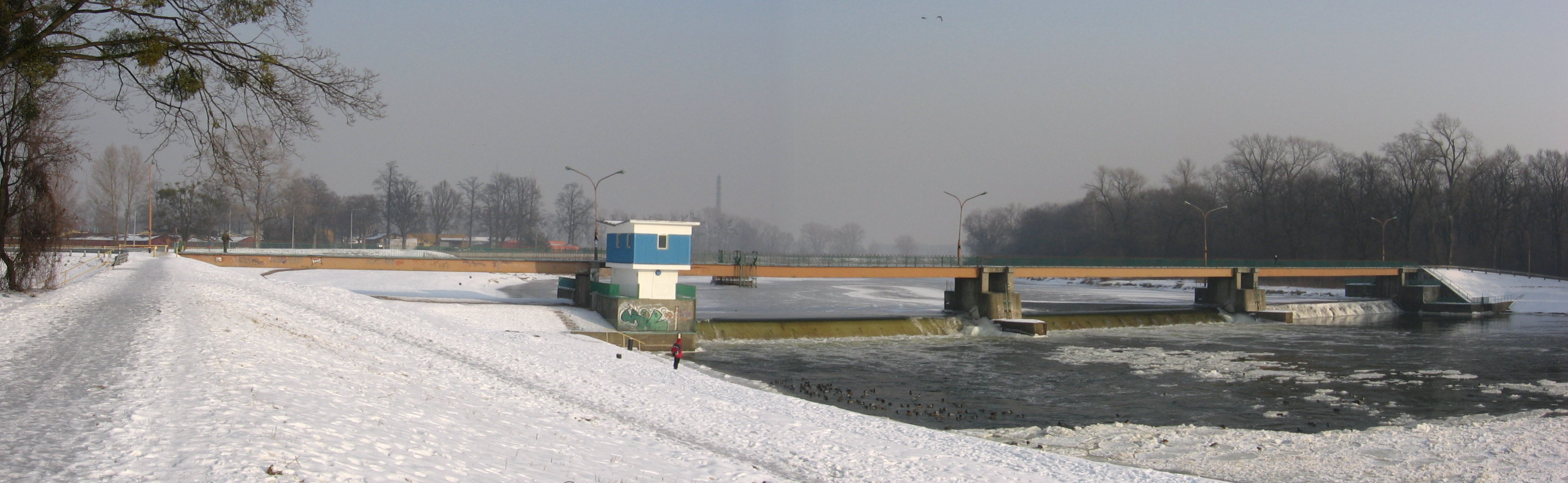
Jaz Opatowicki (i Kładka Opatowicka)

Wśród obiektów uzupełniających i towarzyszących zrealizowanych w obrębie stopnia wymienić należy:
- Kanał Opatowicki i Wyspa Opatowicka
- dawna przystań przy Wyspie Opatowickiej w dolnej części Kanału Opatowickiego
- budynki administracyjne i techniczne, a wśród nich między innymi dawny dom śluzowego[e]
- kładka jazowa
- przepławka dla ryb przy jazie
- budynek sterowni jazu.

Z nieistniejących obecnie obiektów wymienić należy most stalowy, który istniał przy śluzie; zniszczony podczas działań wojennych nie został odbudowany. Również przed jazem (poniżej jazu) istniała przystań Wilhelmshafen.